# Soo (langue)
Pour les articles homonymes, voir Soo.
Le soo (ou so), également appelé tepes (ou tepeth), est une langue parlée dans l'Est de l'Ouganda. Elle appartient à la famille des langues kuliak.

## Usage
Il existe trois dialectes : du nord au sud, le tepes (ou moroto), le kadam et le napak. Le kadam se distingue des deux autres, qui sont plus proches.
Le peuple soo, qui comptait environ 5 000 individus en 2007, n'utilise presque plus sa langue, qui souffre d'une image défavorable. La plupart des Soo préfèrent le karamojong, et le soo n'est plus parlé que par une cinquantaine de locuteurs âgés. La survie de la langue est menacée.